# Камата
Камата або Каматапур — царство на території сучасного Ассаму, Бангладеш і Західної Бенгалії, що утворилось у західній частині держави Камарупа у XIII столітті після падіння династії Пала. Царством керували Кхени, на зміну яким прийшов Алауддін Хусайн-шах, тюрко-афганський правитель Гауди. Алауддін Хусайн-шах створив складну структуру управління, однак йому не вдалось зберегти політичний контроль над країною, що перейшов до династії Куч. Хоча курські царі називали себе Каматешварами, їхня держава почала називатись також «Кучське царство». Держава Камата змогла значно збільшити свою територію та набути могутності.
На заході Камата розташовувалась Каратоя, на сході — Брахмапутра, на півночі розташовувались Дуари, а на півдні — басейн Падма-Брахмапутри.
Першим царем Камати був Сангалдіп. Послідовне викладення подій у царстві Камапа простежується тільки з моменту падіння Камарупи.

## Династія Кхен
Династія Кхен правила зі столиці у місті Госанімарі, що в сучасному окрузі Куч-Біхар. Останній цар Ніламбар (1480—1498) розширив межі держави, заволодівши територією Куч-Біхару й Ассаму (Камруп і Дарранг), а також північною частиною округу Міменсінгх у Бангладеш та східною частиною округу ДінаджпурSarkar, 1992, с. 44.

## Вторгнення Хусайн-шаха
Алауддін Хусайн-шах (1493—1519), афганський правитель Бенгалії у Гаурі, 1498 року усунув останнього царя КхенівSarkar, 1992, с. 46—47. За традицією вважається, що приводом для вторгнення стала поведінка міністра-брахмана, син якого був коханцем цариці Камати. Алауддін Хуссайн-шах зібрав 24 тисячі солдат, кінноту і флот та вторгся до КаматиSarkar, 1992, с. 46. Після тривалих кровопролитних битв він знищив укріплення та приєднав значний регіон до самого Хаджо.
Хусайн-шах ліквідував місцевих правителів та встановив військову владу, почав карбувати монети з написом «підкорювач Камру, Камата». Після того він розширив зону свого контролю до кордонів Ахому. Однак місцеві правителі збунтувались, і в результаті він не зміг утримати ані військовий, ані політичний контроль над країною. Під час заколоту він був повалений, після чого встановилась династія Куч.
Його монети були в обігу до 1518 року. Шейх Гіяуддін Алія з Мекки заснував мусульманське поселення в Хаджо, його могила з землею, принесеною з Мекки, приваблювала багатьох паломниківSarkar, 1992, с. 48.

## Династія Куч
До влади прийшла інша тибетсько-бірманська династія Куч Раджбонгші. Династія здобула могутність, але у XVI столітті східна частина царства Куч-Хаджо проголосила незалежність. Той розподіл зберігся дотепер, як межа штатів Ассам і Західна Бенгалія.
Куч-Хаджо не змогло встояти проти імперії Великих Моголів і стало ареною боротьби між моголами й Ахомом. Куч-Біхар зміг вистояти під протекторатом моголів, а потім під протекторатом Британської імперії.